# ケビン・ニッケルズ
ケビン・ニッケルズ（Kevin Nickels）は、アメリカ合衆国のプロレスラー。テネシー州メンフィス出身。

## 来歴
プロレスラーとしてのキャリア初期はNWAメインイベントやNEW（New Experience Wrestling）を始めとする地元であるメンフィスを拠点とするインディー団体にてキッド・ニッケルズ（Kid Nikels）のリングネームで活動。
2009年、アーカンソー州にて旗揚げされた団体であるTCW（Traditional Championship Wrestling）に参戦し、主力選手の一人として活躍。
2012年5月、OVWにスポット参戦し、エリック・ウェインとプレミア・ブルータリティなるタッグチームを結成して活動。
同年、WWEとディベロップメント契約を交わして入団し、傘下団体のFCWにてナックルズ・マドセン（Knuckles Madsen）のリングネームでトレーニングを開始。10月24日のハウスショーにてデビューし、オリバー・グレイと対戦して勝利。デビュー戦を勝利で飾った。
デビュー後、ハウスショーやテレビショーのダークマッチなど出場機会に恵まれたもののテレビショーでの出番は与えられず、2013年5月29日放送のNXTテレビショーのNXT王座次期挑戦者決定バトルロイヤルマッチでようやくデビューしたもののアピールできずに敗退した。
8月1日のハウスショーではドインク・ザ・クラウンをモチーフとしたピエロギミックであるナックルズ・ザ・クラウン（Knuckles the Clown）で出場しているが一度だけの登場に終わった。
以降、ハウスショーを中心に出場し続けていたものの、12月17日にWWEより解雇となった。

## 得意技
- チョークスラム